# Pilot (Nie z tego świata)
Pilot – pierwszy odcinek pierwszego sezonu serialu Nie z tego świata (Supernatural).

## Streszczenie
Sam Winchester już niedługo kończy Stanford University i ma wielkie plany na przyszłość - zamierza kontynuować naukę w jednej z najlepszych szkół prawniczych w kraju. Czeka go rozmowa kwalifikacyjna, lecz wtedy pojawia się jego brat Dean Winchester, z którym nie widział się od czasu rozpoczęcia nauki w Stanford. Jest środek nocy i Dean przyszedł prosić Sama o pomoc – ich ojciec, John Winchester wybrał się na „polowanie” i nie dał znaku życia od paru dni. Sam postanawia pomóc bratu szukać ojca, zostawia na weekend dziewczynę, Jessicę i wyrusza z bratem na krótkie poszukiwanie, gdyż na początku tygodnia czeka go rozmowa kwalifikacyjna.
Bracia wyruszają do Jericho, gdzie znikali od jakiegoś czasu niezamężni mężczyźni, i rozpoczynają śledztwo, gdyż to właśnie tam znaleźli ślady po ojcu, który najwyraźniej pracował nad tą samą sprawą.
Duch, jakiego napotkali okazał się być kobietą w bieli, która mordowała niewiernych mężczyzn. Sam i Dean zakończyli dochodzenie, ale nie znaleźli Johna. Wedle umowy Sam wrócił do domu, gdzie po chwili 'coś' zamordowało, jego dziewczynę, Jessicę w ten sam sposób, co jego matkę – Mary Winchester. Zdruzgotany Sam postanawia nie spocząć, dopóki nie dorwie mordercy swojej matki i dziewczyny – zostawia swoje ułożone życie za sobą i wyrusza z Deanem na poszukiwania...

## Obsada
- Jensen Ackles jako Dean Winchester
- Jared Padalecki jako Sam Winchester
- Sarah Shahi jako kobieta w bieli/Constance Welch
- Adrianne Palicki jako Jessica
- Samantha Smith jako Mary Winchester
- Jeffrey Dean Morgan jako John Winchester
- R.D. Call jako szeryf
- Ross Kohn jako Troy Squire
- Steve Railsback jako Joseph Welch
- Elizabeth Bond jako Amy Hein
- Miriam Korn jako Rachel
- Hunter Brochu jako kolega Sama

## Muzyka
- AC/DC – „Back in Black”
- Metallica – „Enter Sandman”
- AC/DC – „Highway to Hell”
- The Living Daylights – „Gasoline”
- Classic – „What Cha Gonna Do”
- Eagles Of Death Metal – „Speaking In Tongues”
- The Allman Brothers Band – „Ramblin’ Man”
- Jay-Z – „99 Problems"